# Eva Jürgensen
Eva Jürgensen (* 1936) ist eine deutsche Religionspädagogin und Pastorin der nordelbisch-lutherischen Kirche.

## Leben
Eva Jürgensen studierte evangelische Theologie und war dann als Religionslehrerin tätig. Sie wurde Referentin im Pädagogisch-Theologischen Institut in Hamburg und arbeitete auch als Pastorin in einem Krankenhaus.
Sie veröffentlichte als Herausgeberin Werke zu Themen um den Religionsunterricht. In der Reihe Feste und Gestalten im Jahreslauf gab sie Unterrichtsmodelle mit Texten, Liedern, Bildern für den Religionsunterricht 3. – 6. Schuljahr heraus.
Eva Jürgensen lebt in Hamburg und betätigt sich auch als psychologische Beraterin in einem Pastoralpsychologischem Institut.
Sie ist mit Pastor Claus Jürgensen verheiratet, hat drei Kinder und sieben Enkelkinder. 

## Veröffentlichungen
Herausgabe
- Unterrichtsmodelle mit Texten, Liedern, Bildern für den Religionsunterricht 3. – 6. Schuljahr in der Reihe Feste und Gestalten im Jahreslauf. Kaufmann, Lahr.
  - Pfingsten. Unter Mitarbeit von Christine Bading und Hildegard Reblin. 1992, ISBN 3-7806-2290-4.
  - Erntedank. Brotfest – Zeitlupenfest. 1992, ISBN 3-7806-2291-2.
  - Jesus und Mohammed. 1993, ISBN 3-7806-2200-9.
  - Maria. 1994, ISBN 3-7806-2292-0.
  - Die Heiligen Drei Könige. Eine Weggeschichte. Unter Mitarbeit von Christine Bading u. a. 1995, ISBN 3-7806-2317-X.
  - Engel. 1996, ISBN 3-7806-2419-2.
  - Ostern. 1998, ISBN 3-7806-2456-7.
- Frauen und Mädchen in der Bibel. Ein Erzählbuch für Schule und Gemeinde. Persen, Horneburg 2005, ISBN 3-8344-4603-3.